# Rose Tyler
Rose Tyler – postać fikcyjna związana z brytyjskim serialem science-fiction pt. Doktor Who, w którą wcieliła się Billie Piper. Postać ta była towarzyszką dziewiątego i dziesiątego Doktora.
Rose pojawiła się po raz pierwszy w odcinku Rose, po czym występowała w całej 1 i 2 serii. W odcinku Dzień zagłady została wciągnięta do alternatywnej rzeczywistości, z której wydostała się w serii 4. Gościnnie postać ta powróciła w odcinkach Do końca wszechświata (2010) i Dzień Doktora (2013). Łącznie pojawiła się w 35 odcinkach, składających się na 28 historii.

## Historia postaci
Rose jest 19-letnią niską blondynką, pracującą jako sklepowa ekspedientka w Londynie, mieszkającą wraz ze swoją matką, Jackie. Jej ojciec, Pete, został potrącony przez samochód 7 listopada 1987, kiedy Rose była jeszcze dzieckiem. Przed 2005 rokiem związała się z Mickey'm Smithem.
Rose po raz pierwszy spotyka Doktora tuż po północy nowego roku w 2005, kiedy dziesiąty Doktor mówi jej, że to będzie dla niej dobry rok.
W odcinku Rose spotyka żywe manekiny w sklepie, w którym pracuje. Dziewiąty Doktor ratuje ją, detonując sklep. Rose spotyka Doktora jeszcze kilka razy, aż w końcu Doktor jest zmuszony przez sytuację pokazać Rose swoją TARDIS. W pewnym momencie Rose ratuje Doktora, a on proponuje jej podróż wraz z nim w TARDIS. Za pierwszym razem Rose rezygnuje, jednak Doktor ponawia propozycję, którą ona przyjmuje.
W pierwszych podróżach Rose dziewiąty Doktor pokazuje jej przyszłość, kilka miliardów lat od jej czasów, kiedy Słońce spowoduje kres istnienia Ziemi, a także zabiera ją w przeszłość, do roku 1869, gdzie poznaje Charlesa Dickensa. Po tych podróżach TARDIS wraca do Londynu, rok po wydarzeniach związanych z Autonami, gdzie Rose uznano za zaginioną. W tym czasie poznaje nową rasę kosmitów, Slitheenów. W dalszych przygodach Rose m.in. poznaje Daleków, Adama Mitchella i Jacka Harknessa, może być świadkiem śmierci własnego ojca i ataków na Wielką Brytanię w trakcie II wojny światowej, oraz wspólnie z Doktorem, Jackem i Mickeyem powstrzymuje plan budowy elektrowni atomowej w Cardiff przez Slitheenów.
Wkrótce na skutek działań Daleków Doktor ze względu na bezpieczeństwo odsyła Rose do domu w TARDIS. Rose postanawia jednak wrócić i z pomocą Jackie oraz Mickey’go wyrywa wnętrze TARDIS, co powoduje, że Rose staje się energią nazywającą siebie „Złym Wilkiem”. Wraz z TARDIS przenosi się na Satelitę 5, gdzie niszczy wszystkich Daleków, ożywia Jacka i wydobywa Doktora z opresji. Doktor, wiedząc, że Rose nie da sobie rady z energią, przenosi tę energię do sobie, co powoduje u niego regenerację w dziesiątego Doktora.
Od razu po regeneracji Doktor i Rose lecą do Londynu w święta Bożego Narodzenia w 2006 roku, gdzie Doktor przechodzi uraz poregeneracyjny, natomiast Jackie i Mickey mogą poznać nowe wcielenie Doktora. Wraz z dziesiątym Doktorem Rose odwiedza Nowy Nowy Jork w dalekiej przyszłości, Szkocję w 1879 roku, Londyn w 2007, XVIII-wieczną Francję, Londyn w 1953, planetę Krop Tor oraz Londyn w 2012 oraz poznaje m.in. byłą towarzyszkę Doktora, Sarę Jane Smith, a także jednych z ważniejszych przeciwników Doktora, Cybermenów.
W pewnym momencie Rose ze względu na swoje bezpieczeństwo jest zmuszona wraz z rodziną przenieść się do równoległego świata, na co się jednak nie zgadza. Pozostaje przy Doktorze, jednak ostatecznie jej ojciec z równoległego świata, świadom zagrożenia, zmusza ją do przeniesienia się w jego rzeczywistość.
W równoległej rzeczywistości Rose zaczyna pracować dla Torchwood, natomiast jej matka, Jackie, rodzi dziecko, Tony’ego. Wkrótce, dzięki bombie rzeczywistości Davrosa, Rose ma okazję przejść się do prawdziwej rzeczywistości, gdzie wraz z Jackie, Mickey’m, Doktorem oraz wieloma towarzyszami Doktora walczy przeciwko Dalekom oraz ich przywódcy, Davrosowi. Po zakończeniu walk Doktor odsyła Rose do równoległego wszechświata i daje pod opiekę Doktora powstałego na skutek połączenia dotyku Donny i ręki Doktora.
Rose pojawia się pod postacią Złego Wilka w umyśle Doktora Wojny, kiedy zamierza skończyć Ostatnią Wielką Wojnę Czasu poprzez zniszczenie wszystkich Władców Czasu oraz Daleków.

## Występy

### Telewizyjne
| Historia                                   | Historia                              | Data premiery                     | Źródła               |
| Nazwa polska                               | Nazwa oryginalna                      | Data premiery                     | Źródła               |
| Seria 1 (2005)                             | Seria 1 (2005)                        | Seria 1 (2005)                    | Seria 1 (2005)       |
| ------------------------------------------ | ------------------------------------- | --------------------------------- | -------------------- |
| Rose                                       | Rose                                  | 26 marca 2005                     | [ 23 ] [ 1 ]         |
| Koniec świata                              | The End of the World                  | 2 kwietnia 2005                   | [ 24 ] [ 4 ]         |
| Niespokojni nieboszczycy                   | The Unquiet Dead                      | 9 kwietnia 2005                   | [ 25 ] [ 5 ]         |
| Kosmici z Londynu Trzecia wojna światowa   | Aliens of London World War Three      | 16 - 23 kwietnia 2005             | [ 26 ] [ 27 ] [ 6 ]  |
| Dalek                                      | Dalek                                 | 30 kwietnia 2005                  | [ 28 ] [ 7 ]         |
| Długa gra                                  | The Long Game                         | 7 maja 2005                       | [ 29 ] [ 30 ]        |
| Dzień Ojca                                 | Father's Day                          | 14 maja 2005                      | [ 31 ] [ 2 ]         |
| Puste dziecko Doktor tańczy                | The Empty Child The Doctor Dances     | 21 - 28 maja 2005                 | [ 32 ] [ 33 ] [ 8 ]  |
| Boom w mieście                             | Boom Town                             | 4 czerwca 2005                    | [ 34 ] [ 9 ]         |
| Zły wilk Każdy swoją drogą                 | Bad Wolf The Parting of the Ways      | 11 - 18 czerwca 2005              | [ 35 ] [ 10 ]        |
| Odcinek specjalny                          |                                       |                                   |                      |
| Świąteczna inwazja                         | The Christmas Invasion                | 25 grudnia 2005                   | [ 36 ] [ 11 ]        |
| Seria 2 (2006)                             |                                       |                                   |                      |
| Nowa Ziemia                                | New Earth                             | 15 kwietnia 2006                  | [ 37 ] [ 12 ]        |
| Ząb i pazur                                | Tooth and Claw                        | 22 kwietnia 2006                  | [ 38 ] [ 13 ]        |
| Zjazd absolwentów                          | School Reunion                        | 29 kwietnia 2006                  | [ 39 ] [ 14 ]        |
| Dziewczynka w kominku                      | The Girl in the Fireplace             | 6 maja 2006                       | [ 40 ] [ 15 ]        |
| Bunt Cybermenów Wiek stali                 | Rise of the Cybermen The Age of Steel | 13 - 20 maja 2006                 | [ 41 ] [ 42 ] [ 19 ] |
| Latarnia głupców                           | The Idiot’s Lantern                   | 27 maja 2006                      | [ 43 ] [ 16 ]        |
| Nieprawdopodobna planeta Szatańska pułapka | The Impossible Planet The Satan Pit   | 3 - 10 czerwca 2006               | [ 44 ] [ 45 ] [ 17 ] |
| Miłość i potwory                           | Love & Monsters                       | 17 czerwca 2006                   | [ 46 ] [ 47 ]        |
| Kto się jej boi?                           | Fear Her                              | 24 czerwca 2006                   | [ 48 ] [ 18 ]        |
| Armia duchów Dzień zagłady                 | Army of Ghosts Doomsday               | 1 - 8 lipca 2006                  | [ 49 ] [ 50 ] [ 20 ] |
| Seria 4 (2008)                             |                                       |                                   |                      |
| Partnerzy w zbrodni                        | Partners in Crime                     | 5 kwietnia 2008                   | [ 51 ] [ 52 ]        |
| Zatrute niebo                              | The Poison Sky                        | 3 maja 2008                       | [ 53 ] [ 54 ]        |
| Północ                                     | Midnight                              | 14 czerwca 2008                   | [ 55 ] [ 56 ]        |
| Skręć w lewo                               | Turn Left                             | 21 czerwca 2008                   | [ 57 ] [ 58 ]        |
| Skradziona Ziemia Koniec podróży           | The Stolen Earth Journey’s End        | 28 czerwca - 5 lipca 2008         | [ 59 ] [ 60 ] [ 21 ] |
| Odcinki specjalne (2008-2010)              |                                       |                                   |                      |
| Do końca wszechświata                      | The End of Time                       | 25 grudnia 2009 - 1 stycznia 2010 | [ 61 ] [ 62 ] [ 3 ]  |
| Odcinki specjalne (2013)                   |                                       |                                   |                      |
| Dzień Doktora                              | The Day of the Doctor                 | 23 listopada 2013                 | [ 63 ] [ 22 ]        |